# 795
795 (DCCXCV, na numeração romana) foi um ano comum do século VIII, do Calendário Juliano, da Era de Cristo, teve início a uma quinta-feira e terminou também a uma quinta-feira, e a sua letra dominical foi D.
| Ano completo                        |
| ----------------------------------- |
| Ano comum com início à quinta-feira |

## Nascimentos
- Lotário I m. 855, foi o terceiro Imperador do Sacro Império Romano-Germânico.
- Muzong m. 824 Imperador da China da Dinastia Tang.

## Mortes
- 25 de dezembro - Papa Adriano I, pontífice da Igreja Católica de 772 até sua morte.